# كريستوفر دريك
كريستوفر دريك هو ملحن أعمال سينمائية وتلفزيونية أمريكي. اختير دريك شخصيا من قبل جائزة الأوسكار ورشح كمخرج لGuillermo del Toro لتقديم الموسيقى لمدة 75 دقيقة من الرسوم المتحركة، هيل بوي: سيف العواصف وهيل بوي: الدم والحديد صدر قبل ستارز الإعلام في 2006 و2007. دريك أيضا شارك في collborated مع ديل تورو في توزيع آلي؛ واحد من أوائل الأفلام Geometría، المدرجة في Criterion في الطبعة ديل تورو كرونوس.
في عام 2008 انضم دريك إلى الملحنين Robert J. Kral وKevin Manthei  في كتابة الموسيقى وارنر بروس Batman: Gotham Knight (2008). بعد ذلك دريك سجل  الخط الرابع في DC Universe Animated Original Movi،  وندر وومان (2009).
بعد ذلك الفيلم، دريك كتب عدداً كبيراً من أفلام الرسوم المتحركة ك سوبرمان/باتمان: أعداء الجميع  (2009)، Justice League: Crisis on Two Earths (2010)، Batman: Under the Red Hood (2010), All-Star Superman (2011)، Green Lantern: Emerald Knights (2011)، Batman: Year One (2011)، Justice League: Doom (2012) باتمان: عودة فارس الظلام (فيلم)(2012).
دريك  معروف أيضا لعمله في ألعاب الفيديو، مثل Hellboy: The Science of Evil ، إنجاستس: غودز أمونغ أص (2013)، باتمان: أركام أوريجنز (2013)، وإنجاستس 2 (2017).

## وصلات خارجية
- كريستوفر دريك على موقع IMDb (الإنجليزية)
- كريستوفر دريك على موقع ميوزك برينز (الإنجليزية)
- كريستوفر دريك على موقع أول ميوزيك (الإنجليزية)
- كريستوفر دريك على موقع ديسكوغز (الإنجليزية)
- كريستوفر دريك على موقع قاعدة بيانات الفيلم (الإنجليزية)
- الرسمية كريستوفر دريك تويتر.
- الرسمية كريستوفر دريك الملحن الموقع.